# Paulin Gagne
Pour les articles homonymes, voir Gagne.

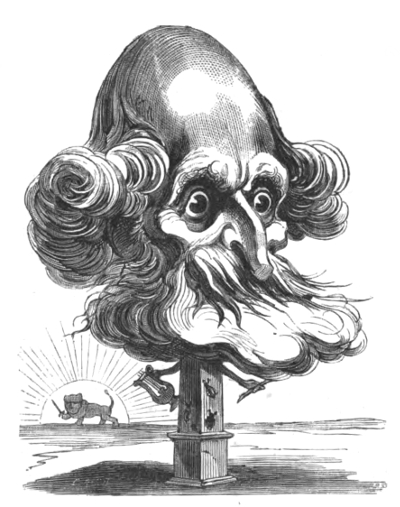
Caricature de Paulin Gagne parue dans Le Trombinoscope de Touchatout en 1873.

Etienne Paulin Gagne, né à Montoison (Drôme) le 9 juin 1808 et mort à Paris 6e le 22 août 1876, est un avocat, journaliste et poète français. Auteur entre autres de L'Unitéide, poème en 60 actes et 25 000 vers où l'on « rencontre la plus bizarre agglomération de noms fantastiques et de vers saugrenus que puisse inventer le cerveau humain » et « candidat universel, perpétuel, surnaturel et inamovible » à toutes les élections, il figure parmi les fous littéraires recensés par Pierre Gustave Brunet, Raymond Queneau et André Blavier.

## Avocat et poète
Il fait des études classiques aux collèges de Montélimar et de Valence où, grâce à sa mémoire exceptionnelle, il remporte de multiples prix. Il fait ensuite trois années de droit, à Grenoble et à Paris, puis se fixe à Montélimar, où il donne ses premières plaidoiries. 

« Avec sa superbe prestance, son habit bleu à boutons d'or, son gilet blanc, ses pantalons gris perle et à sous-pieds, son couvre-chef à la Bolívar, sa longue chevelure noire bouclée, il produisait grand effet, le dimanche soir après vêpres, sur l'esplanade ou sur la route du Teil, plantée d'ormes. « Té ! s'écriaient en l'apercevant les grisettes montélimardaises [sic], voilà le beau Paulin qui passe ! » »

Grisé par son succès, il s'inscrit au barreau de la Seine. Il n'y plaide qu'une seule fois : son jeune client, accusé de trente-deux vols et de tentatives d'assassinat, écope de la peine maximale. Se trouvant alors « dans un moment de maladie et de désespoir », il compose un poème de 3 000 vers intitulé Le Suicide, puis La Gagne-monopanglotte, poème à la gloire d'une langue universelle formée à partir des mots-racines d'une vingtaine de « langues mères ». Il publie ensuite L'Océan des catastrophes, poème sur tous les désastres qui ont eu lieu dans le monde le 8 février 1843. En 1847, découragé par l'indifférence qui accueille ses efforts littéraires, il s'en retourne à Montélimar.
Acclamé par ses concitoyens lorsqu'éclate la Révolution de 1848, il est nommé membre du conseil municipal, premier adjoint au maire et bâtonnier de l'ordre des avocats[Quand ?].
Il rédige L'Espérance, journal républicain catholique, et se présente sans succès aux élections législatives de la Drôme. De retour à Paris, il se lie avec Abd el-Kader, auquel il adresse une Abd-el-Kadéride, et avec la poétesse Élise Moreau de Rus, qu'il épouse le 28 avril 1853. Il fonde avec elle son deuxième journal, Le Théâtre du monde, et ouvre un cours gratuit de littérature. Le couple s'installe quelque temps plus tard à Montélimar, où Paulin Gagne s'attelle pendant trois ans à son œuvre monumentale, L'Unitéide, partiellement inspiré par le Dernier Homme, récit d'anticipation de Jean-Baptiste Cousin de Grainville publié en 1805. Ce poème de 724 pages et 25 000 vers annonce l'avènement de la Femme-Messie et la régénération de l'humanité détournée de ses voies par Satan. Parmi les centaines de personnages qui y figurent, on trouve notamment la Pataticulture, « fille de la nature et du siècle en friture », et la Carotticulture, qui entonne au chant VIII, acte 39, une parodie de La Marseillaise intitulée La Carotte universelle.

## Fou?
Quelques mois après son retour à Paris en 1858, Paulin Gagne sous-loue son salon à une société d'« évocateurs » pratiquant le spiritisme selon les doctrines d'Allan Kardec. Muni d'un crucifix, il se rend un soir à l'une de leurs séances : 

« ...je suis allé seul dans la salle où se faisaient les évocations infernales ; ô miracle étonnant et épouvantable ! à l'instant, un mouvement de rotation irrésistible s'est emparé de moi ; je tournais comme une toupie autour de la table satanique, que je couvris de crachats et de bave, et d'où s'échappaient les esprits démoniaques par la présence du crucifix que je tenais toujours à la main : Satan et Dieu se disputaient mon corps et mon âme !!  »

Gagne est emmené à la maison de santé de Picpus. Relâché au bout de quelques jours, il raconte son expérience dans L'Histoire des miracles, qu'il signe « l'avocat des fous », et continue à composer et à publier des poésies. Il fonde Le Journalophage, ou le Mangeur de journaux, satire anti-journal, paraissant quand il peut, par M. Gagne tout seul en 1858, L'Uniteur du monde visible et invisible en 1860 et L'Archi-soleil en 1865. Il envoie à tous les journaux un programme politique prônant la « République-Empire-Royauté » et il placarde les murs de circulaires signées « Gagne, candidat universel, perpétuel, surnaturel et inamovible au Sénat ou au Députat de tous les départements. »

## Sauver le monde en riant

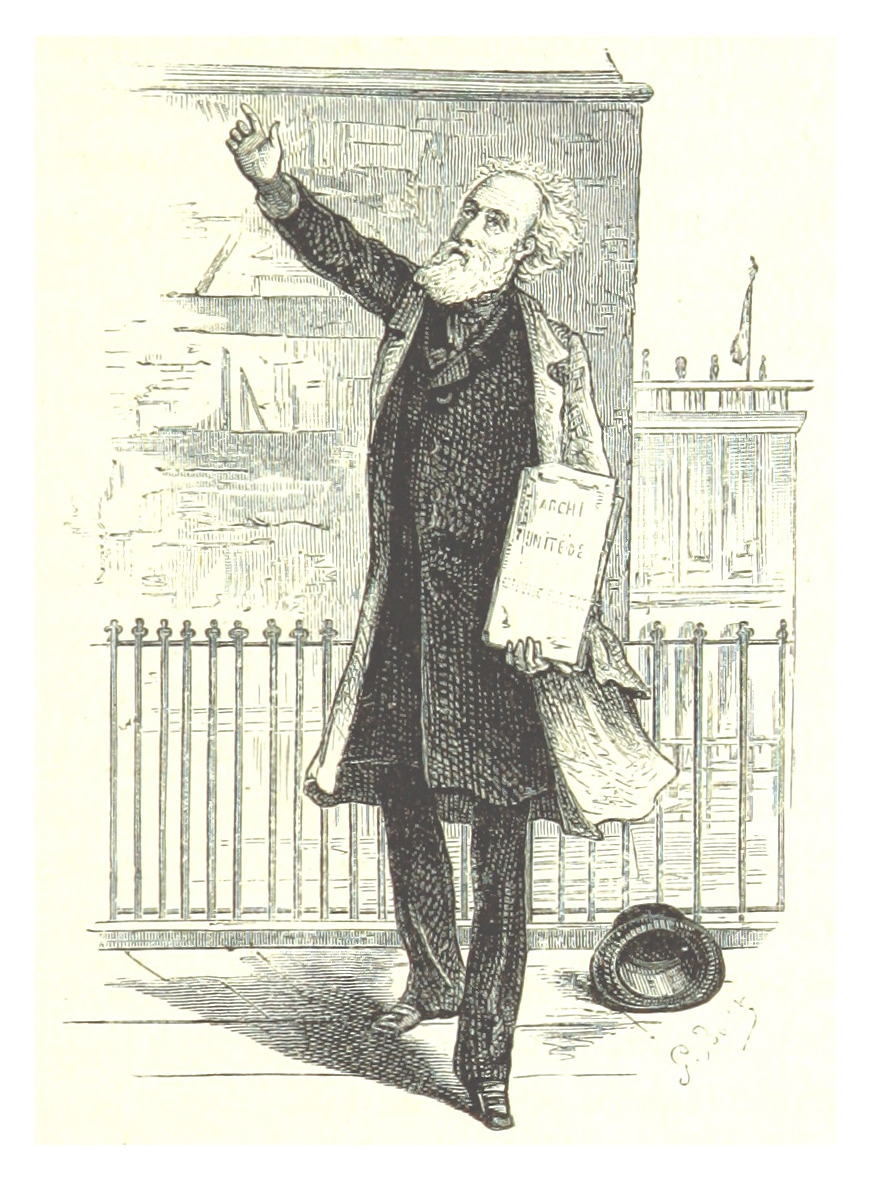
Gagne au pied de l'obélisque de Louxor.

Lors de la famine qui ravage l'Algérie en 1868, Gagne publie dans L'Unité, journal universel et pantoglotte de l'avenir une « constitution philanthropophagique » instaurant des « sacrifices sauveurs » qui permettront aux gens de se manger les uns les autres. Ceux qui ne veulent pas mourir pourront se faire couper une jambe ou un bras. Leurs membres seront accommodés de diverses manières et consommés avec recueillement par les affamés. Pendant le siège de Paris, en 1870, il propose de « philanthropophager » ainsi tous les journalistes et tous les vieillards. Il se dit prêt à s'immoler lui-même le premier. La place de la Concorde sera transformée en un vaste temple universel « rayonnant de toutes les splendeurs des cieux ». Aux côtés du pape Pie IX, devenu archi-pontife, il sera, lui, Gagne Ier, l'archi-monarque de la France et du monde.
Surgissant dans les réunions publiques avec « sa barbe et ses cheveux blancs démesurément longs, ses allures hoffmannesques, sa figure émaciée, son grand corps maigre serré dans une redingote noire boutonnée jusqu'au cou », Paulin Gagne ne recula jamais devant aucun excès verbal pour faire parler de lui. On se moqua cruellement de ses vers et de ses proclamations. On se gaussa de le voir trotter chez les marchands et dans les galeries pour placer ses ouvrages. Et l'on haussa les épaules lorsque, après une ultime pétition où il demandait pour ses travaux littéraires « une récompense ou une aumône nationale » capable de le « ravir aux crocs de la faim », il mourut de misère et de privations.
Relégué en marge d'une société qu'il avait courtisée toute sa vie avec une persévérance hors du commun, Paulin Gagne en triompha néanmoins d'une certaine manière en faisant rire de lui et en devenant ainsi, sinon un grand homme, un homme connu. Et peut-être la clef de ses plus folles extravagances se trouve-t-elle dans la devise de Gagne Ier, Salvat ridendo mundum : « Il sauve le monde en riant. »
André Blavier conclut l'étude qu'il consacre à Paulin Gagne, dans Les fous littéraires (1982), par cette parodie publiée dans L'Éclipse, le 1er avril 1872 : 
« Aux archi-démêlés pour mettre une archi-fin,

L'Archi-monopanglant, par un arrêt certain,

Aux archi-prétendants apprend que, sans réplique,

L'archi-monarque-roi fait l'archi-république. »
Pour Gérard Durozoi, « pour diffuser ses idées, cette « folie » doit recourir au langage commun, et l'invention de néologismes résulte d'un souci pour ainsi dire scientifique, sinon philosophique, de précision : pour désigner des réalités nouvelles, n'est-il pas légitime de construire des concepts et des mots inédits ? ».

## La Carotte universelle
| Allons enfants de la carotte Le jour de gloire est arrivé, Contre nous du blé qui marmotte L'étendard sanglant est levé ; Ils viennent jusque dans nos bras Égorger nos carottes compagnes ! Aux armes, carottiers, formez vos bataillons, Marchons, que la carotte inonde nos sillons. | Amour sacré de la carotte Conduis, soutiens nos bras vengeurs, Liberté chérie en compote Combats avec tes défenseurs. Des peuples fiers de leur victoire Viens parfumer le pot-au-feu Pour qu'ils puissent faire en tout lieu Éclater la carotte en gloire. |

## Principales publications
- Le Suicide, ou Cris de désespoir, de haine, de défaite, et chants d'espérance, d'amour, de triomphe, etc., poème dramatique (1841)
- Catastrophe du chemin de fer. Au profit des victimes. Le Délire, monologue en vers (1842) (1842)
- L'Océan des catastrophes, poème sur les désastres du 8 février, avec des notices en prose sur le tremblement de terre d'Antigoa et de Liverpool, suivi de l'Incendie de Hambourg, poème, et sur la nouvelle comète de 1843 (1843)
- La Gagne-monopanglotte, ou Langue unique et universelle, formée de la réunion radicale et substantielle de toutes les langues mères, et l'Empire universel, poème en 10 chants et dont il est seulement donné ici quelques fragments (1843)
- Voyage de S. A. I. Napoléon, ses discours à Lyon et à Bordeaux, itinéraire et entrée à Paris. Vive l'empire et vive l'empereur ! chant lyrique et final ; et l'Unitéide des peuples, ou la Femme messie et unitrice sauvant le monde, qui prend son nom, par l'Unité napoléonienne. Recueil de poèmes et chants populaires (1852)
- L'Unitéide, ou la Femme-Messie, poème universel en 12 chants et en 60 actes, avec chœurs, précédé d'un prologue et suivi d'un épilogue par Mme Gagne (Élise Moreau de Rus) (1857)
- L'Histoire des miracles, renfermant une dédicace à Mme Gagne, un préambule historique, l'histoire de ma mort, les mémoires de ma vie miraculeuse et le bonheur du crucifiement (1860). Texte en ligne
- Le Calvaire des rois : Louis XVI, Marie-Antoinette, Élisabeth et Louis XVII, martyrs et christs de la royauté, régi-tragédie épique, historique et nationale en 5 actes et en vers (1863)
- Le Congrès sauveur des peuples et des rois, salutéide ou poème-opéra de salut de l'avenir, historique, national et universel, en 24 chants-actes dialogués destinés au théâtre et en vers (1864)
- Les Deux Luxes des hommes et des femmes, luxéide, drame prostitutionicide et luxicide en 3 éclats, joué sur tous les théâtres du monde, précédé d'une préface et suivi d'un épilogue, accompagné de l'Abd-el-Kadéride (1865)
- L'Anarchiade de la décentralisation, archi-drame flagellateur en 5 éclats, joué sur tous les théâtres du monde (1865)
- La Sataniade du spiri-satanisme, archi-drame spiriticide en 5 éclats infernaux, joué sur tous les théâtres du monde, précédé d'une préface miraculeuse (1865)
- La Républiquéïde, empire, royauté, seul gouvernement définitif de salut, dirigé par le trium-vir-salvat de Thiers, ou de Hugo, ou du duc d'Aumale, ou de Gambetta, et de Napoléon III et de Henri V, vélocitête-poème-opéra dramatique en 5 fastes à réveils (1872)
- La Guerriade, déesse de la guerre, poème épique de la guerre étrangère, civile, politique et morale en 12 chants (1873)
- L'Archi-monarquéide, ou Gagne premier, archi-monarque de la France et du monde, par la grâce de Dieu et de la volonté nationale, poème-tragédie-comédie-drame-opéra épique en 5 actes et 12 chants, avec chœurs, joué sur tous les théâtres du monde, précédé d'une préface et d'un prologue, et suivi d'un épilogue (1876)